# Karolina Kowalkiewicz
Karolina Kowalkiewicz (Łódź, 15 de outubro de 1985) é uma lutadora de artes marciais mistas polaca.   Ela luta atualmente no Ultimate Fighting Championship.

## Carreira no MMA

### Início da carreira
Kowalkiewicz começou sua carreira no MMA com dezesseis anos de idade, quando ela começou a treinar Krav Maga. Mais tarde, ela treinou Muay Thai e decidiu fazer uma carreira. Ela realizou duas lutas amadoras antes de se tornar profissional.
Kowalkiewicz fez sua estreia profissional em sua terra natal, Polônia, em Maio de 2012. Ao longo dos próximos três anos e meio, ela acumulou um recorde invicto de 7 vitórias e nenhuma derrota. Ela lutou principalmente no Poland-Based KSW - onde era a campeã Peso Mosca - e também fez sua estréia nos EUA no Invicta FC, em Novembro de 2014.

### Ultimate Fighting Championship
No final de outubro de 2015, foi anunciado que Kowalkiewicz tinha assinado com o UFC. Ela enfrentou Randa Markos em 19 de Dezembro de 2015, no UFC on FOX 17.  Ela foi bem sucedida em sua estréia, vencendo a luta por decisão unânime.
Karolina enfrentou Heather Jo Clark em 08 de Maio de 2016 no UFC Fight Night: Overeem vs. Arlovski. ela venceu por decisão unânime.
No UFC 201 fez um combate equilibrado com a americana Rose Namajunas e venceu por Decisão Dividida (29-28, 28-29 e 29-28).

## Cartel no MMA
| Cartel no MMA   |             |            |
| 18 lutas        | 12 vitórias | 6 derrotas |
| Por nocaute     | 1           | 1          |
| Por finalização | 2           | 1          |
| Por decisão     | 9           | 4          |

| Res.    | Cartel | Oponente             | Método                       | Evento                                  | Data       | Round | Tempo | Local                    | Notas                                                       |
| ------- | ------ | -------------------- | ---------------------------- | --------------------------------------- | ---------- | ----- | ----- | ------------------------ | ----------------------------------------------------------- |
| Vitória | 15-7   | Vanessa Demopoulos   | Decisão (unânime)            | UFC Fight Night: Dern vs. Hill          | 20/05/2023 | 3     | 5:00  | Las Vegas, Nevada        | Demopoulos não bateu o peso; Luta em Peso Casado.           |
| Vitória | 14-7   | Silvana Gómez Juárez | Decisão (unânime)            | UFC 281: Adesanya vs. Pereira           | 12/11/2022 | 3     | 5:00  | Nova Iorque, Nova Iorque |                                                             |
| Vitória | 13-7   | Felice Herrig        | Finalização (mata leão)      | UFC Fight Night: Volkov vs. Rozenstruik | 04/06/2022 | 2     | 4:01  | Las Vegas, Nevada        |                                                             |
| Derrota | 12-7   | Jessica Penne        | Finalização (chave de braço) | UFC 265: Lewis vs. Gane                 | 07/08/2021 | 1     | 4:32  | Houston, Texas           |                                                             |
| Derrota | 12-6   | Yan Xiaonan          | Decisão (unânime)            | UFC Fight Night: Felder vs. Hooker      | 22/02/2020 | 3     | 5:00  | Auckland                 |                                                             |
| Derrota | 12-5   | Alexa Grasso         | Decisão (unânime)            | UFC 238: Cejudo vs. Moraes              | 08/06/2019 | 3     | 5:00  | Chicago, Illinois        |                                                             |
| Derrota | 12-4   | Michelle Waterson    | Decisão (unânime)            | UFC on ESPN: Barboza vs. Gaethje        | 30/03/2019 | 3     | 5:00  | Filadélfia, Pensilvânia  |                                                             |
| Derrota | 12-3   | Jéssica Andrade      | Nocaute (soco)               | UFC 228: Woodley vs. Till               | 08/09/2018 | 1     | 1:58  | Dallas, Texas            |                                                             |
| Vitória | 12-2   | Felice Herrig        | Decisão (dividida)           | UFC 223: Khabib vs. Iaquinta            | 07/04/2018 | 3     | 5:00  | Brooklyn, Nova Iorque    |                                                             |
| Vitória | 11-2   | Jodie Esquibel       | Decisão (unânime)            | UFC Fight Night: Cerrone vs. Till       | 21/10/2017 | 3     | 5:00  | Gdańsk                   |                                                             |
| Derrota | 10-2   | Claudia Gadelha      | Finalização (mata leão)      | UFC 212: Aldo vs. Holloway              | 03/06/2017 | 1     | 3:03  | Rio de Janeiro           |                                                             |
| Derrota | 10-1   | Joanna Jędrzejczyk   | Decisão (unânime)            | UFC 205: Alvarez vs. McGregor           | 12/11/2016 | 5     | 5:00  | Nova Iorque, Nova Iorque | Pelo Cinturão Peso Palha Feminino do UFC.                   |
| Vitória | 10-0   | Rose Namajunas       | Decisão (dividida)           | UFC 201: Lawler vs. Woodley             | 30/07/2016 | 3     | 5:00  | Atlanta, Georgia         |                                                             |
| Vitória | 9-0    | Heather Jo Clark     | Decisão (unânime)            | UFC Fight Night: Overeem vs. Arlovski   | 08/05/2016 | 3     | 5:00  | Roterdão                 |                                                             |
| Vitória | 8-0    | Randa Markos         | Decisão (unânime)            | UFC on Fox: dos Anjos vs. Cerrone II    | 19/12/2015 | 3     | 5:00  | Orlando, Flórida         | Estreia no UFC; Estreia no Peso Palha.                      |
| Vitória | 7-0    | Kalindra Faria       | Decisão (dividida)           | KSW 30: Genesis                         | 21/02/2015 | 3     | 5:00  | Poznań                   | Luta não válida pelo título.                                |
| Vitória | 6-0    | Mizuki Inoue         | Decisão (dividida)           | Invicta FC 9                            | 01/11/2014 | 3     | 5:00  | Davenport, Iowa          |                                                             |
| Vitória | 5-0    | Jasminka Cive        | Finalização (chave de braço) | KSW 27: Cage Time                       | 17/05/2014 | 1     | 3:53  | Gdańsk                   | Defendeu o título Peso Mosca feminino do KSW.               |
| Vitória | 4-0    | Simona Soukupova     | Decisão (unânime)            | KSW 24: Clash of the Giants             | 28/09/2013 | 3     | 5:00  | Łódź                     | Luta não válida pelo título.                                |
| Vitória | 3-0    | Marta Chojnoska      | Finalização (mata leão)      | KSW 23: Khalidov vs. Manhoef            | 08/06/2013 | 1     | 1:11  | Gdańsk                   | Ganhou o título vago feminino (categoria até 55 kg) do KSW. |
| Vitória | 2-0    | Paulina Bońkowska    | Decisão (unânime)            | KSW 21: Ultimate Explanation            | 01/12/2012 | 3     | 5:00  | Varsóvia                 |                                                             |
| Vitória | 1-0    | Marzena Wojas        | Nocaute Técnico (socos)      | Extreme Fighting Sports 2               | 18/05/2012 | 1     | 3:12  | Gdynia                   |                                                             |